# Friedrich Clemens von Ledebur-Wicheln

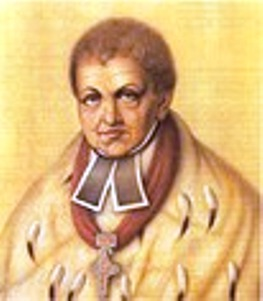
Friedrich Clemens Freiherr von Ledebur-Wicheln

Friedrich Clemens Freiherr von Ledebur-Wicheln (* 22. Oktober 1770 auf Haus Düsse; † 30. August 1841 in Paderborn) war Bischof von Paderborn.

## Leben und Wirken
Nach dem Tod seines Vaters verbrachte Friedrich Clemens von Ledebur-Wicheln seine Jugend bei einem Onkel, der in Hildesheim Weihbischof war. Dort besuchte er auch das Gymnasium. Danach studierte er an der neu gegründeten Universität Bonn sowie in Mainz und Paderborn. 
Im Jahr 1795 wurde Ledebur-Wicheln zum Subdiakon geweiht. Im selben Jahr trat er eine Präbende im Domkapitel von Hildesheim an. Einige Zeit später wurde er Hofmarschall des Paderborner Fürstbischofs von Hildesheim und Paderborn Franz Egon von Fürstenberg. 
Nur kurze Zeit vor der Säkularisation zu Beginn des 19. Jahrhunderts wurde er der letzte Propst des St.-Patrokli-Stifts in Soest im alten Sinne. Später wurde er – bemerkenswerterweise immer noch ohne das Weihesakrament empfangen zu haben – Koadjutor und Generalvikar von Franz Egon von Fürstenberg. Nach dessen Tod wurde Ledebur-Wicheln 1825 für kurze Zeit zum apostolischen Vikar für Hildesheim ernannt. Noch im selben Jahr wählte ihn das Domkapitel in Paderborn auf Wunsch der preußischen Regierung zum Bischof. Die Wahl wurde 1826 vom Papst anerkannt; Ledebur-Wicheln wurde daraufhin zum Priester und Bischof geweiht. Außerdem wurde er zum apostolischen Vikar für die nordischen Gebiete ernannt. 
Ledebur-Wicheln ordnete 1828 das Domkapitel in Hildesheim neu. Von diesem wurde er im selben Jahr zum Bischof vorgeschlagen, lehnte aber auf Wunsch von Friedrich Wilhelm III. ab. 
Von der ultramontanen Bewegung wurde Ledebur-Wicheln wegen seiner Haltung zu Konversionen und zur Mischehefrage mehrfach kritisiert. Während der Huldigungsfeiern zur Thronbesteigung von Friedrich Wilhelm IV. hielt er als ältester Bischof Preußens die Ansprache für die katholische Geistlichkeit.